# Грб Курасаоа
Грб Курасаоа озваничио је острвски савет 1964. године.
Курасао је био део Холандских Антила до 2010, када је постао независни ентитет у оквиру Краљевине Холандије. Није подељен на општине, већ има централистичку владу за цело острво, тако да ниједно од села на острву нема властити грб.
Грб Курасаоа састоји од круне која изражава везу с холандском краљевском породицом. С леве стране приказује се једрењак који представља трговину, што је раније био симбол и Западноиндијске компаније. У средини је грб Амстердама, изражавајући трговинску везу с овим градом. На десној страни стоји „померанско дрво”, дрво наранџи.